# Diego de Castilla
Diego de Castilla (c.1507 - 7 de novembre de 1584) va ser degà de la catedral de Toledo des de 1551 fins a la seva defunció i també mecenes d'art. Castilla va ser un dels principals opositors de l'estatut de puresa de sang, promogut pel cardenal Juan Martínez Silíceo a Toledo. La seva ascendència d'origen jueu seria una limitació en la seva posterior carrera religiosa; tanmateix, al llarg de la seva vida es dedicaria a redactar i investigar els seus rastres genealògics demostrant el seu parentiu directe amb Pere I de Castella en el seu llibre Historia del Rey don Pedro i y su descendencia que es la de Castilla.

## Inicis
Encara que es desconeix amb exactitud la data del seu naixement, els seus pares van ser Felipe de Castilla i Francisca de la Encina. Va estudiar dret civil a la Universitat de Salamanca, rebent el títol de batxiller el 1528. A partir d'aquesta data es traslladaria a la ciutat de Bolonya, per especialitzar-se en dret canònic. Després dels seus estudis acadèmics el 1536, va retornar a Espanya, específicament a Palència, on va donar inici a la seva carrera religiosa sent assignat al càrrec d'arxidiaca de la catedral Palència. L'anyl 1545, després de la mort del seu pare, heretaria la posició de degà de la catedral de Toledo.

## Carrera eclesiàstica
Des de 1547, l'arquebisbe de Toledo va aprovar els estatuts de puresa de sang, pels quals s'excloïa les persones amb indicis de llinatge jueu, exercir qualsevol ofici o feina eclesiàstica. A causa del seu llinatge jueu Diego de Castilla va ser un dels més importants opositors dels estatuts de sang. També va ser marmessor del testament de María de Silva, pel qual s'ordenava la construcció del monestir cistercenc de Santo Domingo el Antiguo. El seu fill, Luis de Castilla, recomanaria al seu pare la contractació del Greco per a la realització dels principals retaules de l'interior de l'església. El 2 de juliol de 1577, el Greco va rebre l'encàrrec formal per a la creació de tres retaules. Entre les obres estipulades al contracte consta el famós quadre L'espoli per a la catedral de Toledo. El segon encàrrec de pintures no va ser menys important, i es va tractar de l'encàrrec de nou pintures per l'església situada al costat del convent cistercenc de Santo Domingo. Entre les obres que va realitzar en aquest encàrrec consten els retaules laterals: l'Adoració dels Pastors  i la Resurrecció. També va realitzar el retaule major amb un tema d'importància teològica i conegut com l'Assumpció de la Verge. Segons Mark Irving, el fet d'haver encarregat aquestes obress artístiques és «una declaració pública que ell, un dels principals personatges en la lluita contra l'heretgia protestant, recolzaria de manera de confiable els arguments teològics de l'església católica».